# Ajay Bhatt
Pour les articles homonymes, voir Bhatt (homonymie).
Ajay V. Bhatt est un ingénieur informaticien qui a participé à la définition et au développement de technologies telles que l'USB (Universal Serial Bus), l'AGP (Accelerated Graphics Port), le PCI Express, l'architecture de la plate-forme de gestion de l'alimentation et diverses améliorations apportées aux chipsets.
Ajay Bhatt s'est rendu célèbre internationalement en tant que co-inventeur de l'USB par le biais d'une annonce TV d'Intel en 2009, où il a été présenté par l'acteur Sunil Narkar.

## Biographie
Après avoir obtenu son diplôme de l'université Maharaja Sayajirao de Baroda (Inde), Ajay Bhatt a obtenu son master de la City University de New York (États-Unis). Il rejoint Intel en 1990 en tant qu'ingénieur senior dans l'équipe d'architecture de chipset à Folsom. Il détient cent trente-deux brevets américains et internationaux[réf. nécessaire], et plusieurs autres sont à divers stades de dépôt. En 1998, 2003 et 2004, Il a été nommé pour participer à une série de conférences distinguées dans les principales universités aux États-Unis et en Asie. En 2002, il reçut le prix Achievement in Excellence pour sa contribution au développement des spécifications PCI Express[réf. nécessaire].
L'architecte en chef d'E/S d'Intel responsable de la plate-forme et des directions des interconnexions E/S, Il mène également la définition et le développement de l'architecture de la plate-forme client de la nouvelle génération. Les Intel Fellows sont sélectionnés pour leur direction technique et leurs contributions exceptionnelles à l'entreprise et à l'industrie.
Le 9 octobre 2009, The Tonight Show with Conan O'Brien a fait un sketch comique avec lui qui parodie les publicités d'Intel Rockstar. Ajay Bhatt a été présenté dans le numéro de Juillet 2010 de GQ Inde, comme l'un des «50 Indiens globaux les plus influents». En avril 2013, il s'est vu décerner le Prix exceptionnel en science et technologie aux Asian Awards de Londres.

## Prix
- 2013: vainqueur du European Inventor Award dans la catégorie des pays non européens, décerné par l'Office européen des brevets[5].